# Laufey (cantante)
Laufey Lín Bing Jónsdóttir (en chino: 林冰; Reykjavík, Islandia, 23 de abril de 1999), conocida simplemente como Laufey (Ley-vey, Lay-vay o Lœy vey), es una cantautora y productora discográfica islandesa. Alcanzó prominencia a principios de la década de 2020 por su éxito inspirado especialmente en el jazz. Los críticos señalan que sus canciones han recibido un éxito considerable para un género que, comercialmente, ha decaído en los últimos años.  
Lanzó su EP debut, Typical of Me, en 2021, y ese mismo año se graduó de la Berklee College of Music. Su álbum debut, Everything I Know About Love (2022), llegó a las listas de Islandia y Estados Unidos. Su continuación, Bewitched (2023), ganó el premio al Mejor Álbum Vocal Pop Tradicional en la 66.ª Entrega Anual de los Premios Grammy (2024). Su sencillo, «From the Start», obtuvo un éxito moderado en las listas de Canadá, Nueva Zelanda y el Reino Unido.

## Biografía
Laufey Lín Bing Jónsdóttir nació el 23 de abril de 1999 junto a su hermana gemela Junia siendo Laufey la mayor por 11 minutos en Reikiavik, Islandia. De padre de origen islandés y madre de origen chino,  Laufey se interesó fuertemente por la música desde temprana edad, esto debido a que su madre es violinista clásica y su abuelo, Lin Yaoji, fue profesor de violín en el Conservatorio Central de Música de China.  Pasó su infancia moviéndose entre Reykjavík y Washington D. C., además de visitar Beijing. 
Laufey comenzó a aprender a tocar el piano a la edad de cuatro años, y el violonchelo a los ocho años. Se graduó en la Facultad de Música de Reykjavík, donde también estudió canto, en 2018. 
A octubre de 2023 está establecida en Los Ángeles, California.   Donde se ha enfocado principalmente en su carrera como cantante y compositora.

## Carrera musical
El 6 de abril de 2020, Laufey lanzó su sencillo debut, «Street by Street», donde llegó al número uno en RÚV, la radiodifusora publica de Islandia.  Luego lanzaría un 30 de abril de 2021, su primer EP llamado Typical Of Me.  El cual recibiría la aclamación de artistas ya establecidos en la escena musical, tales como recibió la atención de Willow Smith y Billie Eilish. 
Rolling Stone elogió especialmente su interpretación de «I Wish You Love». Además, American Songwriter incluyó el EP en su lista de mejores álbumes de 2021. 
Al año siguiente, hizo su debut en la televisión estadounidense, cuando un 21 de enero de 2022, fue como invitada musical en Jimmy Kimmel Live!. En donde tocó su canción «Like the Movies» de su EP debut. 
El 26 de agosto de 2022 Laufey publicaría su álbum debut, Everything I Know About Love, a través de AWAL, recibiendo gran éxito por parte de la crítica,  y debutando como número uno en la lista de álbumes alternativos de nuevos artistas de Billboard. 
En agosto de 2023, se anunció que Laufey firmó un acuerdo editorial global con Warner Chappell Music.  Al mes siguiente, su segundo álbum, Bewitched, sería lanzado.  Este fue recibido con elogios de la crítica, además obtendría una nominación en la 66.ª Entrega Anual de los Premios Grammy como Mejor Álbum Vocal Pop Tradicional, en la cual saldría álbum ganador de la categoría. En esta misma premiación, actuaria junto a Billy Joel cantando «Turn the Lights Back» como forma de cierre.

## Estilo

### Influencias y estilo musical
Laufey a lo largo de su vida ha sido sumamente marcada por la música clásica, citando a Fitzgerald y Chet Baker como sus mayores influencias artísticas. También ha comentado que recurrió a los discos de jazz de artistas como Ella Fitzgerald y Billie Holiday que guardaba su padre, para desarrollar su característico estilo musical y blues.
Ha citado a artistas como Taylor Swift, Norah Jones y Adele como fuertes inspiraciones a la hora de crear música. 

Swift ha hecho por el pop y el country lo que espero hacer por el jazz. Ha logrado unir a personas de todo el mundo, que es uno de mis principales objetivos.
Laufey

El género exacto del estilo musical de Laufey ha sido objeto de debate; ella personalmente describe su género como jazz o jazz pop, mientras que grandes organizaciones tales como National Public Radio, The New York Times y The Sydney Morning Herald,  han señalado que el género de su música va más derivado a incluir elementos de géneros como el jazz, pop, bossa nova y música clásica.  A pesar de eso, sin duda el estilo de Laufey es sumamente característico, lo que ha llamado la atención de muchos, y la ha colocado en el radar de artistas promesa de la música actual.

## Premios y nominaciones
| Año  | Premio         | Categoría                            | Trabajo   | Resultado | Ref.  |
| ---- | -------------- | ------------------------------------ | --------- | --------- | ----- |
| 2024 | Premios Grammy | Mejor álbum de pop vocal tradicional | Bewitched | Ganadora  | [ 2 ] |